# 范霖
范霖（14世紀—1448年），字時雨，浙江溫州府樂清縣人，明朝政治人物。

## 生平
范霖是永樂十八年（1420年）舉人，宣德二年（1427年）成進士，獲授行人，出使外地不接受餽贈，正統二年（1437年）擢為南京監察御史，十二年（1447年）聯同十三道御史彈劾南京右副都御史周銓貪暴，令對方畏懼自盡，被明英宗譴責，他更因而入獄論處絞刑；次年（1448年）刑部請求裁决，英宗寬宥其死罪，改為謫戍大同威遠衛，出獄十多天後病逝，人們都稱他為「真御史」。

## 引用
1. 1 2  光緒《樂清縣志·卷八·人物上》：范霖，字時雨，性廉孝，父喪廬三年，宣德丁未進士，為行人使萬里外，餽遺一無所受，歸篋蕭然。擢御史，彈劾不避權要，都御史周銓貪暴，霖條其不法合十三道共劾之，有詔逮銓，銓懼自經，於是上譴十三道，以霖首議下獄論死，霖無怖色繫久之；會詔恤刑，乃得減死，出獄十餘日病卒，人皆稱為「真御史」。
2. ↑  光緒《樂清縣志·卷十·選舉》：進士……明……宣德二年丁未科馬愉榜 范霖 有傳……舉人……明……永樂十八年庚子陳聳榜 范霖 丁未進士
3. ↑  《明英宗睿皇帝實錄·卷三十一》：（正統二年六月）壬申擢行在行人司司副王復，行人范霖，推官馬恭、陳固，知縣計澄、嚴敬俱為監察御史，復等俱以朝臣薦舉理刑考稱故擢之。
4. ↑  《明英宗睿皇帝實錄·卷一百五十一》：（正統十二年三月壬申）南京監察御史范霖等劾南京左副都御史周銓……
5. ↑  《明英宗睿皇帝實錄·卷一百六十五》：（正統十三年四月癸未）刑部奏奉詔寬卹罪囚給事中王理、山東按察司副使王裕漏泄事情應斬，南京監察御史范霖誣劾都御史周銓應絞請裁决，上命宥死，俱謫戍大同威遠衞。